# Д. Х. Пелигроу
Д. Х. Пелигроу (на английски: D.H. Peligro) е американски музикант, бивш барабанист на пънк рок групата Dead Kennedys от февруари 1981 до декември 1986. Освен това свири за кратко с групите Ред Хот Чили Пепърс, Nailbomb, Feederz, Lock-Up, The Two Free Stooges и SSI.
През 2001 отново се присъединява към Dead Kennedys, за да я напусне отново през 2008.
Освен това Пелигроу е фронтмен на своята банда Peligro, която има издадени 3 албума.
1. ↑  www.laweekly.com //   Посетен на 10 септември 2023 г.